# Умственный возраст
У́мственный во́зраст — понятие в психологии, предложено Альфредом Бине и Т. Симоном в 1908 году. За основу взят уровень умственного развития человека по сравнению с этим уровнем у людей такого же возраста. То есть возраст, в котором — по среднестатистическим данным, — люди могут решить испытательные задания такого же уровня сложности. Таким образом, основное назначение понятия «умственного возраста» в психологии — характеристика интеллектуального развития личности, в основе которой лежит сравнение уровня интеллекта индивида с уровнем интеллекта других людей того же возраста.
У. Штерном в 1912 году была предложена простая формула для определения коэффициента интеллекта (IQ) как отношения умственного возраста к хронологическому. По мнению Штерна, если умственный возраст равен хронологическому, то такой человек является психически нормальным.
У. Штерн определял IQ следующей формулой:
Понятие умственного возраста преимущественно используется для оценки уровня интеллекта у детей. Для определения умственного возраста используются психометрические тесты (например, шкала Стэнфорд — Бине, разработанная в Стэнфордском университете под руководством Л. М. Термена, в которой впервые было использовано определение отношения умственного возраста к хронологическому возрасту, шкала Клюльмана — Бине для младенцев от 3-х месяцев и дошкольников, и другие тесты).